# Orlando Febres
Orlando Febres (Fort Sill, 29 giugno 1964 – Houston, 19 settembre 2015) è stato un cestista statunitense con cittadinanza portoricana.

## Carriera
Con Porto Rico ha disputato i Campionati del mondo del 1986, segnando 20 punti in 5 partite.